# PA-241
A  PA-241 é uma rodovia brasileira do estado do Pará. Essa estrada intercepta a PA-140 na zona urbana de Santo Antônio do Tauá; a PA-136, no limite norte da área urbana de Castanhal; em, em sua extremidade sul, a BR-316.
Está localizada na região nordeste do estado, atendendo aos municípios de Santo Antônio do Tauá e Castanhal.